# تسوگارو نوبیهارا
تسوگارو نوبیهارا (انگلیسی: Tsugaru Nobuhira; ۹ مهٔ ۱۵۸۶ – ۱۴ فوریهٔ ۱۶۳۱) سامورایی و دایمیو اهل قلمروی هیروساکی در شمال ولایت موتسو در ژاپن بود. در سال ۱۵۹۶، با دو برادر بزرگتر خود نوبوتاکه و نوبوکاتا، مسیحی شدند.